# Manfred Kaltz
Manfred Kaltz (Ludwigshafen am Rhein, Alemania, 6 de enero de 1953) es un exfutbolista alemán y ahora entrenador de fútbol.

## Trayectoria
Kaltz jugó en la Bundesliga alemana para el Hamburgo SV, desde 1971 hasta 1989, haciendo historia al estar en los años dorados del club, donde tuvo jornadas épicas y legendarias. Primero logró alzarse en Ámsterdam con la Recopa de Europa 1976-77 derrotando 2-0 al RSC Anderlecht belga. Luego consiguió 3 Bundesligas en las temporadas 1978-79, 1981-82 y 1982-83. 
El máximo logro de su carrera fue la Copa de Campeones de Europa 1982-83, venciendo 1-0 en la gran final de Atenas, a la favorita Juventus de Italia, junto a jugadores de la talla de Hrubesch y Magath. 
Kaltz quiso retirase en el Hamburgo en 1989, pero antes fue forzado a dejar el club, por el cual había jugado profesionalmente desde la temporada 1971-72, tras recibir la negativa de la directiva (e.g. Erich Ribbeck) a la renovación de su contrato. Luego fue contratado en la Ligue 1 de Francia por el Girondins de Bordeaux en 1989, luego pasó al FC Mulhouse. Tras su paso por Francia después del descenso del FC Mulhouse de la Ligue 1 en 1990, recibió la oportunidad de volver a jugar con el Hamburgo y retirarse como el quería en el club de sus amores en 1991, donde "Manni" fue un verdadero ídolo para la afición.
En total Kaltz jugó 581 partidos en la Bundesliga para el Hamburgo SV, siendo el segundo jugador en la Bundesliga con más partidos. Kaltz fue un experto en marcar penales, anotando para el Hamburgo 53 de los 76 que marcó en total, un récord para la Bundesliga. También tiene el récord de más autogoles hechos por un jugador en la historia de la Bundesliga con 6. Kaltz fue famoso por sus centros de derecha, los cuales tenían efecto curvo, como una banana (chanfle). Eran mayormente conocidos por "Bananenflanken" ("centros banana") o "centros maní". Es considerado el inventor del centro con rosca.

## Selección nacional
Con la selección alemana, Kaltz jugó un total de 69 partidos, anotando 8 goles y dando 10 asistencias. Su debut se produjo de la mano de Helmut Schön, quien le convocó para jugar su primer partido el 3 de septiembre de 1975 en el Praterstadion, actual Estadio Ernst Happel, ante la selección austriaca, en la posición de lateral derecho titular. Disputó dos Eurocopas, primero la Eurocopa 1976 en Yugoslavia, donde fue suplente y Alemania quedó segunda detrás de Checoslovaquia. Luego disputó la Eurocopa 1980 en Italia, ya de titular y se consagró campeón. Disputó 2 copas del mundo, primero en Argentina 1978, donde jugó los 6 partidos de Alemania y la Copa Mundial de Fútbol España 1982, jugando los 7 partidos y siendo uno de los baluartes del equipo teutón, que quedó subcampeón del mundo ante Italia.

## Clubes

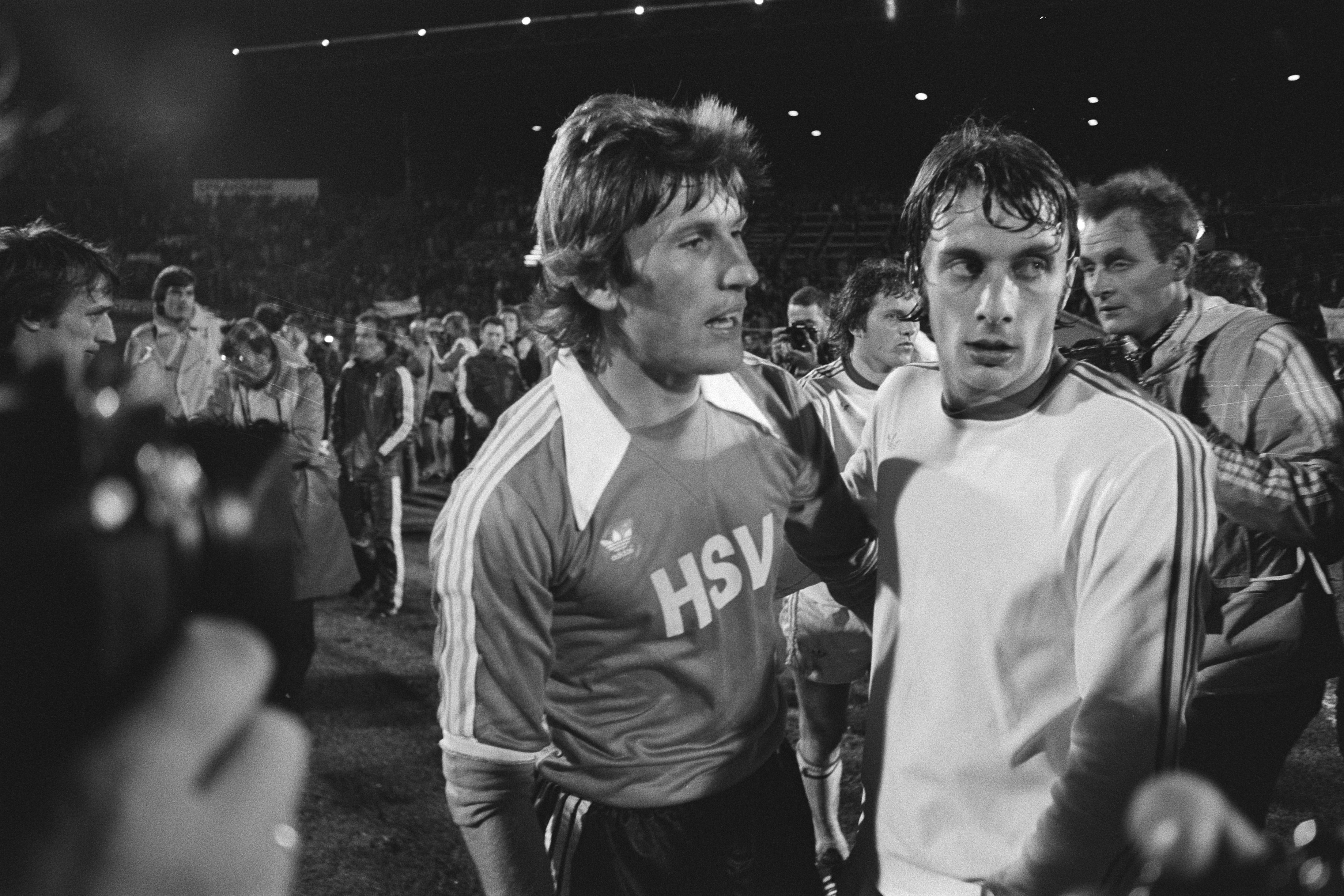
Manfred Kaltz (izquierda) y Gilbert van Binst después de la Copa de Europa Hamburgo SV contra RSC Anderlecht en el Estadio Olímpico, Ámsterdam.

| Club                 | País     | Año       |
| -------------------- | -------- | --------- |
| Hamburgo S.V.        | Alemania | 1971-1989 |
| Girondins de Burdeos | Francia  | 1989      |
| FC Mulhouse          | Francia  | 1989-1990 |
| Hamburgo S.V.        | Alemania | 1990-1991 |